# FXYD3
FXYD3‏ (FXYD domain containing ion transport regulator 3) هوَ بروتين يُشَفر بواسطة جين FXYD3 في الإنسان.

## الوظيفة
يُشفِّر هذا الجين عضوًا من عائلة بروتينات غشائية صغيرة تشترك في نطاق تسلسلي مميز مكون من 35 حمضًا أمينيًا، يبدأ بالتسلسل PFXYD، ويحتوي على 7 أحماض أمينية ثابتة و6 أحماض أمينية عالية الحفظ. التسمية الجينية البشرية المعتمدة لهذه العائلة هي مُنظِّم نقل الأيونات الذي يحتوي على نطاق FXYD. أُطلق على جين FXYD5 لدى الفأر اسم RIC (مرتبط بقناة الأيونات). يُنظِّم FXYD2، المعروف أيضًا باسم الوحدة الفرعية جاما لإنزيم Na,K-ATPase، خصائص هذا الإنزيم. وقد ثبت أن FXYD1 (فسفوليمان)، وFXYD2 (جاما)، وFXYD3 (MAT-8)، وFXYD4 (CHIF)، وFXYD5 (RIC) تُحفِّز نشاط القناة في أنظمة التعبير الجيني التجريبية. تم تحديد طوبولوجيا عبر الغشاء لجينين من عائلة FXYD1 وFXYD2، حيث يقع الطرف الأميني خارج الخلية والطرف الكربوكسيلي على الجانب السيتوبلازمي من الغشاء. قد يعمل البروتين المُرمَّز بواسطة هذا الجين كقناة كلوريد أو كمنظم لقناة الكلوريد. يُرمِّز متغيران من النسخ شكلين مختلفين من البروتين؛ بالإضافة إلى ذلك، وُصفت نسخ تستخدم إشارات بولي أ بديلة في الأدبيات العلمية.